# Maurice Audin (éditeur)
Pour les articles homonymes, voir Audin.
Pour le mathématicien et militant politique, voir Maurice Audin.
Maurice Audin est un éditeur-imprimeur français né le 24 mars 1895 à Lyon où il est mort le 7 mai 1975. 

## Biographie
Maurice Audin est le fils de l'imprimeur lyonnais Marius Audin, et le frère de l'archéologue Amable Audin. Il suit l'enseignement de l’école régionale d’architecture de Lyon et s'inscrit à l'atelier Tony Garnier le 15 janvier 1918. Il est le fondateur et conservateur du Musée de l'imprimerie et de la banque de Lyon, avec l’historien du livre Henri-Jean Martin et le concours du bibliophile et libraire d'anciens André Jammes.
Il fut également romancier, et créateur de cantates avec César Geoffray.

## Publications
- Histoire de l'imprimerie, A. et J. Picard, 1972
- Les maisons du ciel, Bordas, coll. « Les Imaginaires » no 4, 1946